# روي بلنكيت
روي بلنكيت (بالإنجليزية: Roy J. Plunkett)‏ هو عالم كيمياء أمريكي من القرن العشرين عاش في الفترة ما بين 26 حزيران/يونيو 1910 إلى 12 أيار/مايو 1994. وهو مكتشف متعدد رباعي فلورو الإيثيلين (PTFE) المعروف بالاسم التجاري تيفلون وذلك في سنة 1938.
ولد بلنكيت في مدينة كارلايل نيو في ولاية أوهايو الأمريكية، ودخل في جامعة مانشيستر في ولاية إنديانا، حيث حصل على البكالوريوس سنة 1932، ثم التحق بجامعة ولاية أوهايو حيث حصل على شهادة الدكتوراة سنة 1936.
عمل بعد ذلك في شركة دو بونت، والتي فيها اكتشف التيفلون مصادفة أثناء عمله على غازات التبريد، والتي كان من ضمنها رباعي فلورو الإيثيلين.

## اقرأ أيضاً
- متعدد رباعي فلورو الإيثيلين